# Ostrya knowltonii
Ostrya knowltonii là một loài thực vật có hoa trong họ Betulaceae. Loài này được Sarg. mô tả khoa học đầu tiên năm 1894.